# Jim Ratcliffe
Sir James Arthur Ratcliffe (Mônaco, 18 de outubro de 1952) é um engenheiro químico inglês, bilionário e CEO da Ineos. Até maio de 2018, era considerado a pessoa mais rica do Reino Unido, com uma fortuna avaliada em 21,05 bilhões em libras esterlinas. Até julho de 2020, a publicação Forbes estimou a sua fortuna em US$ 17,8 bilhões, sendo a 74ª pessoa mais rica do mundo e a 5ª no Reino Unido.